# Francesco Bellavista Caltagirone
Francesco Bellavista Caltagirone (Roma, 18 febbraio 1939) è un imprenditore italiano, ex presidente del gruppo Acqua Marcia, ex socio di CAI - Compagnia Aerea Italiana, ex componente del Consiglio d’amministrazione di Alitalia.

## Biografia
Membro di una famiglia di costruttori di origine palermitana (le cui prime costruzioni a Palermo risalgono agli ultimi decenni dell'800), compie gli studi in Veneto e dopo una breve parentesi lavorativa nell'attività di famiglia, nel 1962 a 23 anni decide di mettersi in proprio.
Dalla fine degli anni 60 e durante gli anni 70 e 80, realizza oltre 350 costruzioni tra Italia, USA, Canada, Venezuela e Brasile.
Ha sette figli nati da due matrimoni; Maritzina, Giulia, Ignazio, Gaetano nati dal matrimonio con Marina Palma e Camillo Nino, Tancredi e Carlotta avuti con Rita Rovelli da cui si è separato nel 2006.
Nel 1994 rileva la società dell'Acqua Pia Antica Marcia, società immobiliare fondata nel 1868 per la gestione dell'Acqua Pia Antica Marcia, successivamente riorganizzata attorno a quattro subholding, ognuna delle quali impegnata in uno specifico segmento di business: immobiliare, porti turistici, aeroportuale e alberghiero.
È stato premiato con la medaglia d'oro della Croce Rossa e insignito di una Laurea e di un Master Honoris Causa per la propria attività imprenditoriale.

## Carriera professionale
Dal 1962 al 1979, Francesco Bellavista Caltagirone realizza numerose operazioni immobiliari in Italia. Dal 1980 al 1989 si fa promotore di molte iniziative immobiliari all’estero, in particolare negli Stati Uniti, Canada, Venezuela e Brasile. Nel 1984 è tra i fondatori di Engeco S.A.M. (Entreprise générale de Construction) con Stefano Casiraghi.
Nel 1994 rileva la Società dell’Acqua Pia Antica Marcia, fondata nel 1868 per riportare a Roma l’Acqua Antica Marcia. La più antica società immobiliare italiana viene riorganizzata attorno a varie subholding, ognuna impegnata in specifici segmenti di business: immobiliare, portuale, aeroportuale e turistico-ricettivo. La società realizza più di 1.000 progetti immobiliari dal nord al sud Italia.
Nel 1998 nasce Acqua Marcia Turismo, impegnata nel recupero di residenze storiche e nella loro trasformazione in hotel di lusso, in particolare la catena dei grandi alberghi siciliani (Grand Hotel Exclesior di Catania, San Domenico di Taormina, Grand Hotel et Des Palmes, Grand Hotel Villa Igiea, a Palermo, l’Excelsior Palace e il Grand Hotel des Etrangers et Miramare a Siracusa) e il Molino Stucky di Venezia.
Nel settore aeroportuale, il gruppo opera attraverso le controllate ATA Handling e Ali Trasporti Aerei fornendo servizi di handling commerciale e gestendo l’aeroporto privato di Milano Linate.
Francesco Bellavista Caltagirone è stato socio di Compagnia Aerea italiana S.p.A. (CAI), società che controlla Alitalia, ed è stato nel Consiglio d’amministrazione di Alitalia dal 2009 al 2012.
È stato membro del CdA della Banca Popolare di Roma.

## Procedimenti giudiziari

### Italcasse
Nel 1979 viene arrestato in seguito allo scandalo Italcasse, durante il quale fu dichiarato il fallimento della società dei tre fratelli Caltagirone.
Nel 1988 arriva l'assoluzione dalla Corte d'Appello; nel 1991 venne revocato il fallimento, mentre l'anno dopo viene risarcito del danno.

### Ex mulino Santa Lucia
Nel marzo 2009, l'immobile Molino Santa Lucia a Catania, di proprietà del gruppo Acqua Marcia, viene sequestrato dalla Procura di Catania con l'accusa di abuso edilizio.
L'immobile di 45.000 metri cubi a soli 60 metri dal mare, indicato come ecomostro dalle cronache, nel maggio 2013 verrà dissequestrato, a causa di accuse infondate; inoltre Francesco Bellavista Caltagirone è stato assolto e/o su altre accuse come quelle di falsa fatturazione, fatturazione inesistenti e truffa.

### Porto di Imperia
Il 5 marzo 2012 viene arrestato per truffa aggravata ai danni dello stato dalla procura di Imperia.
Dopo aver fatto 6 mesi di carcere e 3 mesi di domiciliari, il Tribunale di Torino lo assolve perché il fatto non sussiste con sentenza del 7 novembre 2014. Il 13 marzo 2017, la Corte d’appello di Torino conferma l’assoluzione dell’imprenditore romano.
Il 14 aprile 2017, il tribunale di Imperia archivia Francesco Bellavista Caltagirone e gli altri indagati in un altro filone dell'inchiesta, sulla presunta bancarotta della Porto di Imperia Spa, società che gestiva il porto turistico di Imperia. Era stato lo stesso sostituto procuratore Alessandro Bogliolo, che aveva avviato l’inchiesta, a chiedere l’archiviazione per tutti gli indagati.
Il 9 ottobre 2017 Francesco Bellavista Caltagirone viene assolto in via definitiva con formula piena, perché "il fatto non sussiste", da tutte le accuse. La sentenza di assoluzione della Corte d’Appello di Torino, infatti, passa in giudicato, non essendo stata impugnata né dalla Procura generale né dalle parti civili.
Per questa vicenda ha chiesto allo Stato 516.000 euro di indennizzo per ingiusta detenzione, che gli è stato negato nei processi di primo e secondo grado e per il quale ha presentato, nel 2021, ricorso in Cassazione,che poi nel 2022 non sarà accolto
Nel 2024 la Cassazione sentenzia che l'ipoteca sul porto di Imperia non è valida

### Evasione fiscale
Nel marzo 2013, Caltagirone, risultante nullatenente al Fisco, viene accusato di non avere pagato imposte per 162 milioni di euro; la Guardia di Finanza sequestra beni per un valore di 145 milioni, tra cui un yacht di 71 metri, un aereo privato e appartamenti di lusso a Roma, Milano e provincia, Venezia, una villa ad Anacapri e altre cinque in Costa Azzurra.
Nel dicembre 2014 i suoi avvocati hanno raggiunto una transazione che ammonta a più di 25 milioni di euro con l'Agenzia delle Entrate.
Rinviato a giudizio per evasione fiscale, che secondo la Procura si realizzava attraverso l'emissione di false fatture per operazioni eseguite e di una decina episodi di omessa dichiarazione dei redditi tra il 2007 e il 2010, la prima udienza del processo è avvenuta il 3 dicembre 2014. Nel 2022 è assolto per l'evasione di 13 milioni di euro

### Acqua Pia Antica Marcia
La società dell'Acqua Pia Antica Marcia ha avuto una perdita da bilancio di circa 600 milioni di euro nel 2012.
Tutte le 27 società del gruppo hanno presentato domanda di concordato e sono state accolte dal Tribunale di Roma. Nel marzo 2015 il Tribunale ha iniziato la procedura di cessione di alberghi di lusso per 241 milioni di euro. Nell'autunno 2015 è iniziata la cessione del Mulino Stucky di Venezia al gruppo Marseglia.

### Porto della Concordia a Fiumicino
Avviata la realizzazione il porto della Concordia di Fiumicino, rimasto incompiuto, il 19 marzo 2013 ha subito l'ennesimo arresto per frode in forniture pubbliche e riciclaggio
.
Il Consulente Tecnico, nominato dal tribunale nel giugno 2015 ha concluso la sua perizia escludendo l'ipotesi di truffa o frode.
Dolfuss
Nel 2019 è a processo

## Onorificenze
Nel 2007 è stato insignito, dall’Isida (Istituto Superiore per Imprenditori e Dirigenti di Azienda di Palermo) e dal Banco di Sicilia, di un Master Honoris causa in General management, per aver saputo rivitalizzare in senso culturale e aziendale la rete degli alberghi siciliani.
Nel 2008 è stato premiato con la medaglia d’oro al merito dalla Croce Rossa con la motivazione: "Donatore sensibile e simbolo di impegno sentito, rilevante e continuativo in campo umanitario e della società civile. Durante il corso della propria vita ha saputo diffondere sentimenti di grande umanità nel rispetto della dignità umana fornendo innumerevoli occasioni di aiuto silenzioso e sempre in modo anonimo".
Nel 2009 è stato premiato dall’Università di Catania con una Laurea Honoris causa per la propria attività imprenditoriale in "Governance and Management of Public Administrations and Business".
Nel 2005 ha ritrovato l’originale del ritratto di Donna Franca Florio di Giovanni Boldini, che era stato acquistato dai Rothschild tra il 1927 e il 1928 e se lo è aggiudicato all’asta il 25 ottobre del 2005, rimettendolo a disposizione del pubblico presso il grand hotel Villa Igiea.
Sempre nel 2005 ha ricevuto il premio speciale Pigna d’argento "per aver contribuito con la sua opera all'affermazione della Sicilia nel mondo".

## Rapporti tra i Caltagirone e i Bellavista Caltagirone
La frequenza dei nomi Francesco, Gaetano e Ignazio in questa famiglia di costruttori e imprenditori ha creato occasionalmente confusione in alcuni giornalisti. Il capostipite si può individuare in Ignazio Caltagirone (nato nel 1820 circa), costruttore a Bagheria. Tra i discendenti di Gaetano Caltagirone (nato nel 1860 circa), figlio di Ignazio, si ritrovano gli esponenti più frequentemente trattati dagli articoli di cronaca.

### Albero genealogico
|                                              |                                              |                                              |                                              |                                              |                                              |  |  |                                                                       |                                                                       |                                                                       |                                                                       |                                                                       |                                                                       |  |  |                                                                        |                                                                        |                                                                        |                                                                        |                                                                        |                                                                        |  |  |                                               |                                               |                                               |                                               | Gaetano Caltagirone nato nel 1860             |                                               |  |  |                                               |                                               |                                               |                                               |                                               |                                               |  |  |                                     |                                     |                                     |                                     |                                     |                                     |  |  |                                                                        |                                                                        |                                                                        |                                                                        |                                                                        |                                                                        |  |  | | | | | | |  |  |  |  |  |  |  |  |  |  |  |  |  |  |  |  |  |  |  |  |  |  |  |  |  |  |  |  |  |  |  |  |  |  |  |  |  |  |
|                                              |                                              |                                              |                                              |                                              |                                              |  |  |                                                                       |                                                                       |                                                                       |                                                                       |                                                                       |                                                                       |  |  |                                                                        |                                                                        |                                                                        |                                                                        |                                                                        |                                                                        |  |  |                                               |                                               |                                               |                                               |                                               |                                               |  |  |                                               |                                               |                                               |                                               |                                               |                                               |  |  |                                     |                                     |                                     |                                     |                                     |                                     |  |  |                                                                        |                                                                        |                                                                        |                                                                        |                                                                        |                                                                        |  |  | | | | | | |  |  |  |  |  |  |  |  |  |  |  |  |  |  |  |  |  |  |  |  |  |  |  |  |  |  |  |  |  |  |  |  |  |  |  |  |  |  |
|                                              |                                              |                                              |                                              |                                              |                                              |  |  |                                                                       |                                                                       |                                                                       |                                                                       |                                                                       |                                                                       |  |  |                                                                        |                                                                        |                                                                        |                                                                        |                                                                        |                                                                        |  |  |                                               |                                               |                                               |                                               |                                               |                                               |  |  |                                               |                                               |                                               |                                               |                                               |                                               |  |  |                                     |                                     |                                     |                                     |                                     |                                     |  |  |                                                                        |                                                                        |                                                                        |                                                                        |                                                                        |                                                                        |  |  | | | | | | |  |  |  |  |  |  |  |  |  |  |  |  |  |  |  |  |  |  |  |  |  |  |  |  |  |  |  |  |  |  |  |  |  |  |  |  |  |  |
|                                              |                                              |                                              |                                              |                                              |                                              |  |  | Ignazio Caltagirone nato nel 1894, si sposa con Giuseppina Bellavista | Ignazio Caltagirone nato nel 1894, si sposa con Giuseppina Bellavista | Ignazio Caltagirone nato nel 1894, si sposa con Giuseppina Bellavista | Ignazio Caltagirone nato nel 1894, si sposa con Giuseppina Bellavista | Ignazio Caltagirone nato nel 1894, si sposa con Giuseppina Bellavista | Ignazio Caltagirone nato nel 1894, si sposa con Giuseppina Bellavista |  |  | Vincenzo Caltagirone nato nel 1906                                     | Vincenzo Caltagirone nato nel 1906                                     | Vincenzo Caltagirone nato nel 1906                                     | Vincenzo Caltagirone nato nel 1906                                     | Vincenzo Caltagirone nato nel 1906                                     | Vincenzo Caltagirone nato nel 1906                                     |  |  | Jolanda Caltagirone nata nel 1911             | Jolanda Caltagirone nata nel 1911             | Jolanda Caltagirone nata nel 1911             | Jolanda Caltagirone nata nel 1911             | Jolanda Caltagirone nata nel 1911             | Jolanda Caltagirone nata nel 1911             |  |  | Camillo Caltagirone nato nel 1913             | Camillo Caltagirone nato nel 1913             | Camillo Caltagirone nato nel 1913             | Camillo Caltagirone nato nel 1913             | Camillo Caltagirone nato nel 1913             | Camillo Caltagirone nato nel 1913             |  |  | Francesco Caltagirone nato nel 1916 | Francesco Caltagirone nato nel 1916 | Francesco Caltagirone nato nel 1916 | Francesco Caltagirone nato nel 1916 | Francesco Caltagirone nato nel 1916 | Francesco Caltagirone nato nel 1916 |  |  | Saverio Caltagirone nato nel 1917                                      | Saverio Caltagirone nato nel 1917                                      | Saverio Caltagirone nato nel 1917                                      | Saverio Caltagirone nato nel 1917                                      | Saverio Caltagirone nato nel 1917                                      | Saverio Caltagirone nato nel 1917                                      |  |  | | | | | | |  |  |  |  |  |  |  |  |  |  |  |  |  |  |  |  |  |  |  |  |  |  |  |  |  |  |  |  |  |  |  |  |  |  |  |  |  |  |
|                                              |                                              |                                              |                                              |                                              |                                              |  |  | Ignazio Caltagirone nato nel 1894, si sposa con Giuseppina Bellavista | Ignazio Caltagirone nato nel 1894, si sposa con Giuseppina Bellavista | Ignazio Caltagirone nato nel 1894, si sposa con Giuseppina Bellavista | Ignazio Caltagirone nato nel 1894, si sposa con Giuseppina Bellavista | Ignazio Caltagirone nato nel 1894, si sposa con Giuseppina Bellavista | Ignazio Caltagirone nato nel 1894, si sposa con Giuseppina Bellavista |  |  | Vincenzo Caltagirone nato nel 1906                                     | Vincenzo Caltagirone nato nel 1906                                     | Vincenzo Caltagirone nato nel 1906                                     | Vincenzo Caltagirone nato nel 1906                                     | Vincenzo Caltagirone nato nel 1906                                     | Vincenzo Caltagirone nato nel 1906                                     |  |  | Jolanda Caltagirone nata nel 1911             | Jolanda Caltagirone nata nel 1911             | Jolanda Caltagirone nata nel 1911             | Jolanda Caltagirone nata nel 1911             | Jolanda Caltagirone nata nel 1911             | Jolanda Caltagirone nata nel 1911             |  |  | Camillo Caltagirone nato nel 1913             | Camillo Caltagirone nato nel 1913             | Camillo Caltagirone nato nel 1913             | Camillo Caltagirone nato nel 1913             | Camillo Caltagirone nato nel 1913             | Camillo Caltagirone nato nel 1913             |  |  | Francesco Caltagirone nato nel 1916 | Francesco Caltagirone nato nel 1916 | Francesco Caltagirone nato nel 1916 | Francesco Caltagirone nato nel 1916 | Francesco Caltagirone nato nel 1916 | Francesco Caltagirone nato nel 1916 |  |  | Saverio Caltagirone nato nel 1917                                      | Saverio Caltagirone nato nel 1917                                      | Saverio Caltagirone nato nel 1917                                      | Saverio Caltagirone nato nel 1917                                      | Saverio Caltagirone nato nel 1917                                      | Saverio Caltagirone nato nel 1917                                      |  |  | | | | | | |  |  |  |  |  |  |  |  |  |  |  |  |  |  |  |  |  |  |  |  |  |  |  |  |  |  |  |  |  |  |  |  |  |  |  |  |  |  |
|                                              |                                              |                                              |                                              |                                              |                                              |  |  |                                                                       |                                                                       |                                                                       |                                                                       |                                                                       |                                                                       |  |  |                                                                        |                                                                        |                                                                        |                                                                        |                                                                        |                                                                        |  |  |                                               |                                               |                                               |                                               |                                               |                                               |  |  |                                               |                                               |                                               |                                               |                                               |                                               |  |  |                                     |                                     |                                     |                                     |                                     |                                     |  |  |                                                                        |                                                                        |                                                                        |                                                                        |                                                                        |                                                                        |  |  | | | | | | |  |  |  |  |  |  |  |  |  |  |  |  |  |  |  |  |  |  |  |  |  |  |  |  |  |  |  |  |  |  |  |  |  |  |  |  |  |  |
| Camillo Bellavista Caltagirone               | Camillo Bellavista Caltagirone               | Camillo Bellavista Caltagirone               | Camillo Bellavista Caltagirone               | Camillo Bellavista Caltagirone               | Camillo Bellavista Caltagirone               |  |  | Gaetano Caltagirone (1929 – 2010) Cavaliere                           | Gaetano Caltagirone (1929 – 2010) Cavaliere                           | Gaetano Caltagirone (1929 – 2010) Cavaliere                           | Gaetano Caltagirone (1929 – 2010) Cavaliere                           | Gaetano Caltagirone (1929 – 2010) Cavaliere                           | Gaetano Caltagirone (1929 – 2010) Cavaliere                           |  |  | Francesco Bellavista Caltagirone (1939) Patron del Gruppo Acqua Marcia | Francesco Bellavista Caltagirone (1939) Patron del Gruppo Acqua Marcia | Francesco Bellavista Caltagirone (1939) Patron del Gruppo Acqua Marcia | Francesco Bellavista Caltagirone (1939) Patron del Gruppo Acqua Marcia | Francesco Bellavista Caltagirone (1939) Patron del Gruppo Acqua Marcia | Francesco Bellavista Caltagirone (1939) Patron del Gruppo Acqua Marcia |  |  |                                               |                                               |                                               |                                               |                                               |                                               |  |  | Edoardo Caltagirone                           | Edoardo Caltagirone                           | Edoardo Caltagirone                           | Edoardo Caltagirone                           | Edoardo Caltagirone                           | Edoardo Caltagirone                           |  |  | Leonardo Caltagirone                | Leonardo Caltagirone                | Leonardo Caltagirone                | Leonardo Caltagirone                | Leonardo Caltagirone                | Leonardo Caltagirone                |  |  | Francesco Gaetano Caltagirone (1943) Presidente del Gruppo Caltagirone | Francesco Gaetano Caltagirone (1943) Presidente del Gruppo Caltagirone | Francesco Gaetano Caltagirone (1943) Presidente del Gruppo Caltagirone | Francesco Gaetano Caltagirone (1943) Presidente del Gruppo Caltagirone | Francesco Gaetano Caltagirone (1943) Presidente del Gruppo Caltagirone | Francesco Gaetano Caltagirone (1943) Presidente del Gruppo Caltagirone |  |  | | | | | | |  |  |  |  |  |  |  |  |  |  |  |  |  |  |  |  |  |  |  |  |  |  |  |  |  |  |  |  |  |  |  |  |  |  |  |  |  |  |
| Camillo Bellavista Caltagirone               | Camillo Bellavista Caltagirone               | Camillo Bellavista Caltagirone               | Camillo Bellavista Caltagirone               | Camillo Bellavista Caltagirone               | Camillo Bellavista Caltagirone               |  |  | Gaetano Caltagirone (1929 – 2010) Cavaliere                           | Gaetano Caltagirone (1929 – 2010) Cavaliere                           | Gaetano Caltagirone (1929 – 2010) Cavaliere                           | Gaetano Caltagirone (1929 – 2010) Cavaliere                           | Gaetano Caltagirone (1929 – 2010) Cavaliere                           | Gaetano Caltagirone (1929 – 2010) Cavaliere                           |  |  | Francesco Bellavista Caltagirone (1939) Patron del Gruppo Acqua Marcia | Francesco Bellavista Caltagirone (1939) Patron del Gruppo Acqua Marcia | Francesco Bellavista Caltagirone (1939) Patron del Gruppo Acqua Marcia | Francesco Bellavista Caltagirone (1939) Patron del Gruppo Acqua Marcia | Francesco Bellavista Caltagirone (1939) Patron del Gruppo Acqua Marcia | Francesco Bellavista Caltagirone (1939) Patron del Gruppo Acqua Marcia |  |  |                                               |                                               |                                               |                                               |                                               |                                               |  |  | Edoardo Caltagirone                           | Edoardo Caltagirone                           | Edoardo Caltagirone                           | Edoardo Caltagirone                           | Edoardo Caltagirone                           | Edoardo Caltagirone                           |  |  | Leonardo Caltagirone                | Leonardo Caltagirone                | Leonardo Caltagirone                | Leonardo Caltagirone                | Leonardo Caltagirone                | Leonardo Caltagirone                |  |  | Francesco Gaetano Caltagirone (1943) Presidente del Gruppo Caltagirone | Francesco Gaetano Caltagirone (1943) Presidente del Gruppo Caltagirone | Francesco Gaetano Caltagirone (1943) Presidente del Gruppo Caltagirone | Francesco Gaetano Caltagirone (1943) Presidente del Gruppo Caltagirone | Francesco Gaetano Caltagirone (1943) Presidente del Gruppo Caltagirone | Francesco Gaetano Caltagirone (1943) Presidente del Gruppo Caltagirone |  |  | | | | | | |  |  |  |  |  |  |  |  |  |  |  |  |  |  |  |  |  |  |  |  |  |  |  |  |  |  |  |  |  |  |  |  |  |  |  |  |  |  |
|                                              |                                              |                                              |                                              |                                              |                                              |  |  |                                                                       |                                                                       |                                                                       |                                                                       |                                                                       |                                                                       |  |  |                                                                        |                                                                        |                                                                        |                                                                        |                                                                        |                                                                        |  |  |                                               |                                               |                                               |                                               |                                               |                                               |  |  |                                               |                                               |                                               |                                               |                                               |                                               |  |  |                                     |                                     |                                     |                                     |                                     |                                     |  |  |                                                                        |                                                                        |                                                                        |                                                                        |                                                                        |                                                                        |  |  | | | | | | |  |  |  |  |  |  |  |  |  |  |  |  |  |  |  |  |  |  |  |  |  |  |  |  |  |  |  |  |  |  |  |  |  |  |  |  |  |  |
| Ignazio Bellavista Caltagirone nato nel 1974 | Ignazio Bellavista Caltagirone nato nel 1974 | Ignazio Bellavista Caltagirone nato nel 1974 | Ignazio Bellavista Caltagirone nato nel 1974 | Ignazio Bellavista Caltagirone nato nel 1974 | Ignazio Bellavista Caltagirone nato nel 1974 |  |  | Gaetano Bellavista Caltagirone nato nel 1978                          | Gaetano Bellavista Caltagirone nato nel 1978                          | Gaetano Bellavista Caltagirone nato nel 1978                          | Gaetano Bellavista Caltagirone nato nel 1978                          | Gaetano Bellavista Caltagirone nato nel 1978                          | Gaetano Bellavista Caltagirone nato nel 1978                          |  |  | Camillo Nino Bellavista Caltagirone nato nel 1990                      | Camillo Nino Bellavista Caltagirone nato nel 1990                      | Camillo Nino Bellavista Caltagirone nato nel 1990                      | Camillo Nino Bellavista Caltagirone nato nel 1990                      | Camillo Nino Bellavista Caltagirone nato nel 1990                      | Camillo Nino Bellavista Caltagirone nato nel 1990                      |  |  | Tancredi Bellavista Caltagirone nato nel 1994 | Tancredi Bellavista Caltagirone nato nel 1994 | Tancredi Bellavista Caltagirone nato nel 1994 | Tancredi Bellavista Caltagirone nato nel 1994 | Tancredi Bellavista Caltagirone nato nel 1994 | Tancredi Bellavista Caltagirone nato nel 1994 |  |  | Carlotta Bellavista Caltagirone nata nel 1998 | Carlotta Bellavista Caltagirone nata nel 1998 | Carlotta Bellavista Caltagirone nata nel 1998 | Carlotta Bellavista Caltagirone nata nel 1998 | Carlotta Bellavista Caltagirone nata nel 1998 | Carlotta Bellavista Caltagirone nata nel 1998 |  |  | Francesco Caltagirone               | Francesco Caltagirone               | Francesco Caltagirone               | Francesco Caltagirone               | Francesco Caltagirone               | Francesco Caltagirone               |  |  | Alessandro Caltagirone                                                 | Alessandro Caltagirone                                                 | Alessandro Caltagirone                                                 | Alessandro Caltagirone                                                 | Alessandro Caltagirone                                                 | Alessandro Caltagirone                                                 |  |  | Azzurra Caltagirone Vicepres. del Gruppo Caltagirone - in passato sposata con Pier Ferdinando Casini | Azzurra Caltagirone Vicepres. del Gruppo Caltagirone - in passato sposata con Pier Ferdinando Casini | Azzurra Caltagirone Vicepres. del Gruppo Caltagirone - in passato sposata con Pier Ferdinando Casini | Azzurra Caltagirone Vicepres. del Gruppo Caltagirone - in passato sposata con Pier Ferdinando Casini | Azzurra Caltagirone Vicepres. del Gruppo Caltagirone - in passato sposata con Pier Ferdinando Casini | Azzurra Caltagirone Vicepres. del Gruppo Caltagirone - in passato sposata con Pier Ferdinando Casini |  |  |  |  |  |  |  |  |  |  |  |  |  |  |  |  |  |  |  |  |  |  |  |  |  |  |  |  |  |  |  |  |  |  |  |  |  |  |

## Principali società controllate
- Gruppo Acqua Marcia
- ATA Ali S.p.A.
- ATA Handling S.p.A.
- Acquamare Srl